# Sinestezie
Sinestezia este o experiență de percepție. Termenul și conceptul originează în psihologie, neurologie și medicină generală, fiind un fenomen sau o condiție, ce apare la nivelul organelor de simț umane, și care constă în fenomenul perceptiv prin care stimularea unei căi senzoriale sau cognitive duce la experiențe involuntare într-o a doua (și sau chiar a treia) cale senzorială sau cognitivă.
Oamenii care raportează o istorie, mai mult sau mai puțin constantă, de-a lungul vieții lor, de astfel de experiențe de interconectare senzorială, sunt cunoscuți ca sinestezi. Conștientizarea percepțiilor sinestezice variază de la persoană la persoană.
În sinestezie, secvențele spațiale, temporale sau formele cifrelor și numerelor, numerele, lunile anului sau zilele săptămânii determină locații precise în spațiu (spre exemplu, 1980 poate fi „mai îndepărtat” decât 1990) sau poate apărea ca o hartă tridimensională (în sensul acelor de ceasornic sau în sens invers acelor de ceasornic). Asociațiile sinestezice pot apărea în orice combinație și orice număr de simțuri sau căi cognitive.
Folosirea termenului de sinestezie în literatură (vezi,  sinestezie (procedeu literar) ) este inspirată din fenomenul similar, termen folosit în psihologie, neurologie și medicină generală, și se referă la o modalitate literară menită de a crea experiențe de percepție de tip estetic simbolist prin „manipularea” vocalelor și consoanelor..

## Tipuri de sinestezie
Deocamdată, sunt recunoscute două forme generale de sinestezie:
- sinestezia proiectivă — subiecții văd culori, forme sau forme atunci când sunt stimulați (versiunea mai larg înțeleasă a sinesteziei) și
- sinestezia asociativă — simțirea unei conexiuni foarte puternice și involuntare între stimul și sentimentul pe care îl declanșează.

De exemplu, în cromestezie (sunet la culoare), un „proiector” poate auzi o trompetă și poate vedea un triunghi portocaliu în spațiu, în timp ce un „asociator” ar putea auzi o trompetă și poate gândi foarte puternic, „că sună portocaliu.”
Cele mai frecvent cunoscute și analizate cazuri de diferite sorturi de sinestezie sunt prezentate mai jos, pe scurt.

### Cromostezia
O formă relativ comună de sinestezie este asocierea sunetelor cu culori. Pentru unii dintre sinestezi, sunetele foarte obișnuite ale unei zile, așa cum sunt deschiderea și închiderea ușilor, oameni stând la masă și mâncând, sunetele unei străzi, și altele, pot declanșa viziunea unor anumite culori, diferit asociate cu acțiunea întreprinsă. Pentru alții, culorile sunt declanșate atunci când diferite instrumente sau cântăreți interpretează melodii sau doar emit note muzicale. Oamenii, care au condiția sinesteziei lor legată de muzică, au auz muzical de cea mai bună calitate, indiferent dacă sunt muzicieni sau nu, datorită abilitații lor de a asocia de a auzi și asocia instantaneu o notă muzicală anume cu o culoare sau nuanță foarte precisă.
Culorile declanșate de anumite sunete, precum și toate experiențele sinestezice vizuale sunt cunoscute ca fotisme (îm engleză, photisms).

## Semne și simptome
Anumite persoane sinestezice explică adesea faptul că nu erau conștiente de experiențele lor senzoriale, până nu realizeaseră că alții nu aveau astfel de experiențe, în timp ce alte persoane simțeau că ar fi trebuit ca să nu relateze altora experiențele lor, considerând câ ar trebui considerate secretul personal, de-a lungul întregii lor vieți. Amestecul de automatism și de inefabil al experiențelor sinestezice sugerează puternic că asocierea acestor trăiri este dincolo de ordinar. Natura consistentă, dar involuntară a fenomenologiei definește sinestezia ca o experiență cât se poate de reală. Majoritatea sinestezilor indică că experiențele lor, de această natură, sunt fie relativ neutre sau plăcute. În rare cazuri, unii sinestezi afirmă că experiențele lor se manifestă ca o supra utilizare a simțurilor.  
Deși adesea, în cultura populară, sinestezia este prezentată stereotipic ca o condiție medicală sau ca o alterare neurologică, mulți dintre sinestezi nu percep condiția lor ca ceva diferit sau chiar ca un handicap. Dimpotrivă, unii dintre aceștia prezintă condiția ca un plus, ca pe ceva special, de care nu ar vrea să se lipsească. Mulți dintre sinestezi devin conștienți de modul lor diferit de percepție încă din copilărie. Alții au învățat cum să folosească creativ abilitatea aceasta în viața de zi cu zi. Foarte frecvent, sinestezii folosesc abilitatea lor specială în memorarea numelor, adreselor, numerelor de telefon, calcule mentale, dar și în activități creative complexe, precum sunt artele vizuale, muzică, teatru.
Datorită varietății individuale umane și a definirii sinesteziei într-un sens relativ larg, experiențele individuale pot varia extrem de mult, în moduri foarte diferite. Acest tip de variabilitate foarte mare fusese una din primele remarci profesionale referitoare la fenomen la începuturile cercetării sale. Spre exemplificare, în sinestezia de tip lingvistic orientată (vezi Personificarea lingvistică ordonată), unii dintre sinestezi indică vocalele ca fiind mai intens colorate, iar alții indică consoanele ca fiind astfel. Rapoartele personale, interviurile, notele autobiografice ale sinestezilor demonstrează o largă varietate de tipuri și sub-tipuri sinestezice, conștientizarea perceperii diferențelor și a discrepanțelor între sinestezi și non-sinestezi, precum și felul în care sinestezia poate fi utilizată la locul de muncă, în procesul de creație și în viața zilnică.

## Mecanism

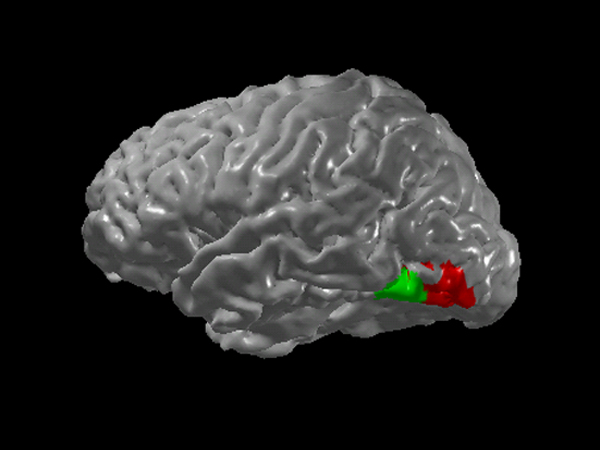
Regiunile considerate a fi activate încrucișat în sinestezia grafem - culoare (în verde = zona de recunoaștere grafem, în roșu = zona cortexului vizual – V4 color)

La nivelul de cunoaștere neurologică a anului 2015, conexiunile neurologice corelate sinesteziei nu fuseseră cunoscute.
Regiunile dedicate ale creierului sunt specializate pentru anumite funcții. Comunicarea crescută între regiuni specializate pentru diferite funcții poate explica numeroasele tipuri de sinestezie. De exemplu, experiența auditivă de a vedea culoarea (sau culori) atunci când subiectul se uită la grafeme s-ar putea datora activării încrucișate a zonei de recunoaștere a grafemelor și a zonei de culoare numită  V4 (vezi figura).
Acest lucru este susținut de faptul că sinestezii grafem-culoare pot identifica culoarea unui grafem în vederea lor periferică chiar și atunci când nu pot identifica în mod conștient forma grafemelui.
O posibilitate alternativă este feedback-ul dezinhibat sau o reducere a cantității de inhibiție de-a lungul căilor de feedback existente în mod normal.
În mod normal, excitația și inhibiția sunt echilibrate. Cu toate acestea, dacă feedback-ul normal nu ar fi inhibat ca de obicei, atunci semnalele care se alimentează din etapele târzii ale procesării multi-senzoriale ar putea influența etapele anterioare, astfel încât tonurile ar putea activa vederea.
Autorii Cytowic și Eagleman găsesc sprijin pentru ideea dezinhibiției în așa-numitele forme dobândite de sinestezie, ce apar în cazurile celor care nu sunt sinestezi, dar doar în anumite condiții, printre care se poate menționa, epilepsia lobului temporal, traumatisme craniene, accidente vasculare cerebrale și tumori cerebrale. Cei doi autori observă, de asemenea, că poate apărea, în timpul etapelor de meditație, concentrare profundă, privare senzorială sau cu odată cu utilizarea substanțelor psihedelice, așa cum sunt LSD-ul ori mescalina, și uneori, în anumite cazuri, marijuana.
Oricum, sinestezii raportează că substanțe stimulante, precum cafeaua (ce conține cafeină), ceaiul (ce conține teină) și țigările (ce conțin nicotină) nu afeactează intensitatea sinesteziei lor, precum nu o face nici consumul de alcool, sub varii forme.:137–40